# 85.º Batallón de Infantería de la Luftwaffe
El 85.º Batallón de Infantería de la Luftwaffe (85. Infanterie-Bataillon der Luftwaffe) fue una unidad de la Luftwaffe durante la Segunda Guerra Mundial.

## Historia
Fue formado en diciembre de 1944 con 4 compañías. Entró en acción en Budapest en enero de 1945. Fue destruido en Budapest en 1945.